# Rogério Gonçalves Martins
Rogério Gonçalves Martins (Uberaba, 19 novembre 1984) è un ex calciatore brasiliano, di ruolo centrocampista.